# Leichtathletik-Team-Europameisterschaft 2021
| 9. Leichtathletik-Team-Europameisterschaft            | 9. Leichtathletik-Team-Europameisterschaft | 9. Leichtathletik-Team-Europameisterschaft | 9. Leichtathletik-Team-Europameisterschaft |
| ----------------------------------------------------- | ------------------------------------------ | ------------------------------------------ | ------------------------------------------ |
|                                                       |                                            |                                            |                                            |
| Resultate Superliga (Endstand nach 40 Entscheidungen) |                                            |                                            |                                            |
| Chorzów – 29./30. Mai 2021 Stadion Śląski             |                                            |                                            |                                            |
| Platz                                                 | Land                                       | Land                                       | Punkte                                     |
| 1                                                     | Polen                                      | Polen                                      | 181,5                                      |
| 2                                                     | Italien                                    | Italien                                    | 179,0                                      |
| 3                                                     | Großbritannien                             | Großbritannien                             | 174,0                                      |
| 4                                                     | Deutschland                                | Deutschland                                | 171,0                                      |
| 5                                                     | Spanien                                    | Spanien                                    | 167,0                                      |
| 6                                                     | Frankreich                                 | Frankreich                                 | 140,0                                      |
| 7                                                     | Portugal                                   | Portugal                                   | 097,5                                      |
| ← Bydgoszcz 2019                                      | ← Bydgoszcz 2019                           | Chorzów 2023 →                             | Chorzów 2023 →                             |
| In diesem Jahr gab es keine Absteiger.                |                                            |                                            |                                            |

Das Stadion Śląski im Jahr 2017

Die 9. Leichtathletik-Team-Europameisterschaft (englischer Sponsorenname: 9th SPAR European Team Championships), kurz auch Team-EM, umfasste wie in der Vergangenheit jeweils vierzig Disziplinen (20 Männer, 20 Frauen) in den einzelnen Ligen. Zum ersten Mal überhaupt fanden die Wettkämpfe der verschiedenen Ligen nicht im selben Zeitraum statt. Die Teams der Superliga traten am 29. und 30. Mai im Stadion Śląski der polnischen Stadt Chorzów an. Die Wettbewerbe der anderen drei Ligen fanden am 19. und 20. Juni statt.
Austragungsorte der drei unter der Superliga gestuften Ligen:
- 1. Liga in Cluj-Napoca (Rumänien) – Cluj Arena
- 2. Liga in Stara Sagora (Bulgarien) – Beroe Stadium
- 3. Liga in Limassol (Zypern) – Tsirio-Stadion

Die insgesamt vier Ligen setzten sich aus folgenden Nationen zusammen:
- Superliga (7 Teams): Deutschland, Frankreich, Großbritannien, Italien, Polen, Portugal, Spanien[2]
- Erste Liga (12 Teams): Belarus, Belgien, Estland, Finnland, Griechenland, Niederlande, Norwegen, Rumänien, Schweiz, Schweden, Tschechien, Türkei[3]
- Zweite Liga (9 Teams): Bulgarien, Dänemark, Island, Kroatien, Lettland, Litauen, Slowakei, Slowenien, Ungarn[4]
- Dritte Liga (16 Teams): AASSE (kombiniertes Team „kleiner Länder“ mit Gibraltar, Liechtenstein und Monaco), Albanien, Andorra, Armenien, Aserbaidschan, Bosnien und Herzegowina, Georgien, Kosovo, Luxemburg, Malta, Moldawien, Montenegro, Nordmazedonien, San Marino, Serbien, Zypern[5]

Die Nation Russland, die in der 2. Liga hätte antreten müssen, blieb aufgrund ihrer Dopingpraktiken und der nicht den international gestellten Ansprüchen genügenden Aufarbeitung in diesem Land weiterhin von der Teilnahme ausgeschlossen.

## Modus
Der Wettbewerbskatalog blieb weiter unverändert.
Die Team-EM wurde in Jahren mit Olympischen Sommerspielen und nach 2014 auch in Jahren mit Leichtathletik-Europameisterschaften nicht ausgetragen. Das heißt Leichtathletik-Team-Europameisterschaften fanden nach 2014 nur in ungeraden Jahren statt.
Jede Nation war in jeder Disziplin durch jeweils einen Athleten bzw. eine Staffel vertreten. Die Wertungssystematik wurde angewendet wie zuvor: Die Nation des Siegers einer Disziplin erhält in der Team-EM jeweils eine mit der Zahl der Teilnehmer identische Punktzahl, abnehmend bis zur Nation des Letztplatzierten mit einem Punkt. Männer und Frauen werden für das Endresultat gemeinsam gewertet.
Für die kommende Austragung war ein großer Umbruch in der Zusammensetzung der einzelnen Ligen vorgesehen. Es sollte eine neue Einteilung mit nur noch drei statt der bisherigen vier Klassen geben.
- Höchste Klasse – Bezeichnung First Division: sechzehn Teilnehmer
- Zweithöchste Klasse – Bezeichnung Second Division: sechzehn Teilnehmer
- Dritthöchste Klasse – Bezeichnung Third Division: restliche Teams (in der kommenden Austragung: fünfzehn Teilnehmer)

Die Zuordnung der Mannschaften in die jeweilige Division wurde nach dem Abschneiden in diesem Jahr vorgenommen.
Unverändert übernommen wurde die zur Straffung der Veranstaltung im Europacup 1997 eingeführte und 2011 erweiterte Praxis mit Regeländerungen:
- Vertikale Sprünge: Wie üblich erfolgt das Ausscheiden nach drei Fehlversuchen bei einer Höhe. Darüber hinaus ist der Wettkampf für jeden Springer nach insgesamt vier individuellen Fehlversuchen beendet. Steht ein Springer als Sieger fest, darf er so lange weiterspringen, bis er drei Fehlsprünge hintereinander aufweist.
- Horizontale Sprünge/Kugelstoßen/Wurfdisziplinen: Jeder Athlet hat nur maximal vier Versuche. Alle Sportler erreichen die dritte Runde. Die vier danach Bestplatzierten erhalten einen weiteren Versuch. Alle Teilnehmer mit mindestens einem gültigen Versuch erhalten Punkte.

Die Durchführung und das Wertungssystem der Einzelrennen, die komplett in Bahnen zu absolvieren waren (100, 200, 400 Meter, 100 Meter Hürden, 110 Meter Hürden, 400 Meter Hürden) wurden nun wieder geändert. In der Superliga waren aufgrund der Zahl von nur sieben Teams keine Vorläufe mehr notwendig. In den anderen Ligen wurde die Regelung mit zwei Zeitläufen praktiziert, aus der sich dann die Gesamtreihenfolge der jeweiligen Disziplin ergab.

## Das deutsche Team
Der Deutsche Leichtathletik-Verband (DLV) musste sich auf Platz vier mit dem schwächsten Abschneiden seit Beginn der Team-EM im Jahr 2009 zufriedengeben. Nur 2010 (damals Rang drei) und 2019 (Rang zwei) hatte die deutsche Mannschaft den Wettbewerb nicht als Sieger beendet.

## Sportliche Leistungen
So früh in der Saison war das Leistungsniveau in den meisten Disziplinen noch nicht so hoch wie das zu einem späteren Zeitpunkt eher der Fall gewesen wäre. Mit 75,06 m gelang der Französin Alexandra Tavernier ein weiter Wurf mit dem Hammer. Eine sehr gute Weite im Hammerwurf der Männer erzielte der Pole Paweł Fajdek mit 82,98 m. Ihren Speer warf die Deutsche Christin Hussong auf ausgezeichnete 69,19 m. Überragend war die Leistung ihres Landsmanns Johannes Vetter mit 96,29 m im Speerwurf.

## Ergebnisse 1. bis 3.Liga
| Länderwertungen – 19./20. Juni (Endstand nach jeweils 40 Entscheidungen) | Länderwertungen – 19./20. Juni (Endstand nach jeweils 40 Entscheidungen) | Länderwertungen – 19./20. Juni (Endstand nach jeweils 40 Entscheidungen) | Länderwertungen – 19./20. Juni (Endstand nach jeweils 40 Entscheidungen) | Länderwertungen – 19./20. Juni (Endstand nach jeweils 40 Entscheidungen) | Länderwertungen – 19./20. Juni (Endstand nach jeweils 40 Entscheidungen) | Länderwertungen – 19./20. Juni (Endstand nach jeweils 40 Entscheidungen) | Länderwertungen – 19./20. Juni (Endstand nach jeweils 40 Entscheidungen) | Länderwertungen – 19./20. Juni (Endstand nach jeweils 40 Entscheidungen) |
| Liga 1 in Cluj-Napoca (ROU) – Cluj Arena                                 | Liga 1 in Cluj-Napoca (ROU) – Cluj Arena                                 | Liga 1 in Cluj-Napoca (ROU) – Cluj Arena                                 | Liga 2 in Stara Sagora (BGR) – Beroe Stadium                             | Liga 2 in Stara Sagora (BGR) – Beroe Stadium                             | Liga 2 in Stara Sagora (BGR) – Beroe Stadium                             | Liga 3 in Limassol (CYP) – Tsirio-Stadion                                | Liga 3 in Limassol (CYP) – Tsirio-Stadion                                | Liga 3 in Limassol (CYP) – Tsirio-Stadion                                |
| Platz                                                                    | Land                                                                     | Punkte                                                                   | Platz                                                                    | Land                                                                     | Punkte                                                                   | Platz                                                                    | Land                                                                     | Punkte                                                                   |
| ------------------------------------------------------------------------ | ------------------------------------------------------------------------ | ------------------------------------------------------------------------ | ------------------------------------------------------------------------ | ------------------------------------------------------------------------ | ------------------------------------------------------------------------ | ------------------------------------------------------------------------ | ------------------------------------------------------------------------ | ------------------------------------------------------------------------ |
| 01                                                                       | Tschechien                                                               | 320,5                                                                    | 1                                                                        | Ungarn                                                                   | 336,5                                                                    | 01                                                                       | Serbien                                                                  | 571,0                                                                    |
| 02                                                                       | Belarus                                                                  | 310,0                                                                    | 2                                                                        | Dänemark                                                                 | 321,0                                                                    | 02                                                                       | Zypern                                                                   | 523,0                                                                    |
| 03                                                                       | Niederlande                                                              | 300,0                                                                    | 3                                                                        | Slowenien                                                                | 313,0                                                                    | 03                                                                       | Moldau                                                                   | 570,0                                                                    |
| 04                                                                       | Schweiz                                                                  | 279,0                                                                    | 4                                                                        | Litauen                                                                  | 307,0                                                                    | 04                                                                       | Luxemburg                                                                | 466,0                                                                    |
| 05                                                                       | Türkei                                                                   | 269,0                                                                    | 5                                                                        | Bulgarien                                                                | 299,0                                                                    | 05                                                                       | Bosnien und Herzegowina                                                  | 442,5                                                                    |
| 06                                                                       | Finnland                                                                 | 265,0                                                                    | 6                                                                        | Slowakei                                                                 | 298,0                                                                    | 06                                                                       | Malta                                                                    | 356,5                                                                    |
| 07                                                                       | Schweden                                                                 | 264,5                                                                    | 7                                                                        | Lettland                                                                 | 276,0                                                                    | 07                                                                       | Montenegro                                                               | 320,0                                                                    |
| 08                                                                       | Griechenland                                                             | 248,0                                                                    | 8                                                                        | Kroatien                                                                 | 273,5                                                                    | 08                                                                       | Georgien                                                                 | 305,0                                                                    |
| 09                                                                       | Belgien                                                                  | 244,0                                                                    | 9                                                                        | Island                                                                   | 260,0                                                                    | 09                                                                       | Armenien                                                                 | 301,0                                                                    |
| 10                                                                       | Norwegen                                                                 | 243,0                                                                    |                                                                          |                                                                          |                                                                          | 10                                                                       | Andorra                                                                  | 275,0                                                                    |
| 11                                                                       | Rumänien                                                                 | 207,0                                                                    |                                                                          |                                                                          |                                                                          | 11                                                                       | Nordmazedonien                                                           | 274,0                                                                    |
| 12                                                                       | Estland                                                                  | 159,0                                                                    |                                                                          |                                                                          |                                                                          | 12                                                                       | San Marino                                                               | 271,5                                                                    |
|                                                                          |                                                                          |                                                                          |                                                                          |                                                                          |                                                                          | 13                                                                       | Albanien                                                                 | 158,0                                                                    |
|                                                                          |                                                                          |                                                                          |                                                                          |                                                                          |                                                                          | 14                                                                       | AASSE                                                                    | 138,5                                                                    |
|                                                                          |                                                                          |                                                                          |                                                                          |                                                                          |                                                                          | 15                                                                       | Aserbaidschan                                                            | 083,0                                                                    |
|                                                                          |                                                                          |                                                                          |                                                                          |                                                                          |                                                                          | 16                                                                       | Kosovo                                                                   | 078,0                                                                    |

 in der kommenden Team-EM Teilnehmer in der First Division

 in der kommenden Team-EM Teilnehmer in der Second Division

 in der kommenden Team-EM Teilnehmer in der Third Division

ohne besondere Färbung: in der kommenden Team-EM nicht am Start

## Legende
Kurze Übersicht zur Bedeutung der Symbolik – so üblicherweise auch in sonstigen Veröffentlichungen verwendet:
| DNS | nicht am Start (did not start) |
| DNF | nicht im Ziel (did not finish) |
| DSQ | disqualifiziert                |
| NMW | keine Weite (No Mark)          |
| ogV | ohne gültigen Versuch          |

## Superliga: Resultate der Einzeldisziplinen

### Männer

#### 100 m
| Platz | Athlet                 | Land | Zeit (s) |
| ----- | ---------------------- | ---- | -------- |
| 1     | Mouhamadou Fall        | FRA  | 10,28    |
| 2     | Lorenzo Patta          | ITA  | 10,29    |
| 3     | Lucas Ansah-Peprah     | GER  | 10,35    |
| 4     | Przemysław Słowikowski | POL  | 10,42    |
| 5     | Ojie Edoburun          | GBR  | 10,46    |
| 6     | Diogo Antunes          | PRT  | 10,48    |
| 7     | Sergio López           | ESP  | 10,50    |

Datum: 29. Mai
Wind: −0,5 m/s

#### 200 m
| Platz | Athlet                 | Land | Zeit (s) |
| ----- | ---------------------- | ---- | -------- |
| 1     | Fausto Desalu          | ITA  | 20,48    |
| 2     | Jesús Gómez            | ESP  | 20,87    |
| 3     | Owen Ansah             | GER  | 20,96    |
| 4     | Ryan Zézé              | FRA  | 21,05    |
| 5     | Andrew Morgan-Harrison | GBR  | 21,06    |
| 6     | Karol Zalewski         | POL  | 21,19    |
| 7     | Delvis Santos          | PRT  | 21,69    |

Datum: 30. Mai
Wind: −1,0 m/s

#### 400 m
| Platz | Athlet           | Land | Zeit (s) |
| ----- | ---------------- | ---- | -------- |
| 1     | Thomas Jordier   | FRA  | 45,65    |
| 2     | Cameron Chalmers | GBR  | 45,89    |
| 3     | Davide Re        | ITA  | 45,90    |
| 4     | Samuel García    | ESP  | 46,31    |
| 5     | Marvin Schlegel  | GER  | 46,73    |
| 6     | Mauro Pereira    | PRT  | 47,16    |
| 7     | Dariusz Kowaluk  | POL  | 47,28    |

Datum: 29. Mai

#### 800 m
| Platz | Athlet            | Land | Zeit (min) |
| ----- | ----------------- | ---- | ---------- |
| 1     | Jake Wightman     | GBR  | 1:45,71    |
| 2     | Mariano García    | ESP  | 1:46,45    |
| 3     | Mateusz Borkowski | POL  | 1:46,66    |
| 4     | Simone Barontini  | ITA  | 1:47,12    |
| 5     | Marc Reuther      | GER  | 1:47,74    |
| 6     | Nasredine Khatir  | FRA  | 1:47,74    |
| 7     | Nuno Pereira      | PRT  | 1:48,13    |

Datum: 30. Mai

#### 1500 m
| Platz | Athlet         | Land | Zeit (min) |
| ----- | -------------- | ---- | ---------- |
| 1     | Robert Farken  | GER  | 3:56,64    |
| 2     | Jesús Gómez    | ESP  | 3:56,79    |
| 3     | Michał Rozmys  | POL  | 3:57,13    |
| 4     | Archie Davis   | GBR  | 3:57,89    |
| 5     | Isaac Nader    | PRT  | 3:58,50    |
| 6     | Matteo Guelfo  | ITA  | 3:59,24    |
| 7     | Jimmy Gressier | FRA  | 3:59,37    |

Datum: 29. Mai

#### 3000 m
| Platz | Athlet           | Land | Zeit (min) |
| ----- | ---------------- | ---- | ---------- |
| 1     | Isaac Nader      | PRT  | 8:31,26    |
| 2     | Yann Schrub      | FRA  | 8:31,82    |
| 3     | Adel Mechaal     | PRT  | 8:32,08    |
| 4     | Yassin Bouih     | ITA  | 8:32,68    |
| 5     | Tom Anderson     | GBR  | 8:34,84    |
| 6     | Patryk Kozłowski | POL  | 8:38,95    |
| DSQ   | Martin Grau      | GER  |            |

Datum: 30. Mai

#### 5000 m
| 1 | Yemaneberhan Crippa  | ITA | 13:17,23 |
| 2 | Hugo Hay             | FRA | 13:17,95 |
| 3 | Carlos Mayo          | ESP | 13:18,15 |
| 4 | Tom Mortimer         | GBR | 13:28,12 |
| 5 | Maximilian Thorwirth | GER | 13:46,27 |
| 6 | Samuel Barata        | PRT | 13:51,94 |
| 7 | Aleksander Wiącek    | POL | 14:20,37 |

Datum: 29. Mai

#### 110 m Hürden
| Platz | Athlet                | Land | Zeit (s) |
| ----- | --------------------- | ---- | -------- |
| 1     | Asier Martínez        | ESP  | 13,43    |
| 2     | David King            | GBR  | 13,63    |
| 3     | Damian Czykier        | POL  | 13,65    |
| 4     | Lorenzo Perini        | ITA  | 13,71    |
| 5     | Just Kwaou-Mathey     | FRA  | 13,75    |
| 6     | Abdel Kader Larrinaga | PRT  | 13,81    |
| 7     | Erik Balnuweit        | GER  | 13,83    |

Datum: 30. Mai
Wind: −0,3 m/s

#### 400 m Hürden
| Platz | Athlet              | Land | Zeit (s) |
| ----- | ------------------- | ---- | -------- |
| 1     | Alessandro Sibilio  | ITA  | 49,70    |
| 2     | Alastair Chalmers   | GBR  | 49,95    |
| 3     | Ludvy Vaillant      | FRA  | 50,76    |
| 4     | Emil Agyekum        | GER  | 51,07    |
| 5     | Jesús David Delgado | ESP  | 51,11    |
| 6     | Patryk Dobek        | POL  | 51,12    |
| 7     | Diogo Mestre        | PRT  | 54,30    |

Datum: 29. Mai

#### 3000 m Hindernis
| Platz | Athlet            | Land | Zeit (min) |
| ----- | ----------------- | ---- | ---------- |
| 1     | Fernando Carro    | ESP  | 8:39,67    |
| 2     | Mehdi Belhadj     | FRA  | 8:40,03    |
| 3     | Osama Zoghlami    | ITA  | 8:40,41    |
| 4     | Krystian Zalewski | POL  | 8:40,57    |
| 5     | Karl Bebendorf    | GER  | 8:40,93    |
| 6     | Phil Norman       | GBR  | 8:42,78    |
| 7     | Etson Barros      | PRT  | 8:53,72    |

Datum: 30. Mai

#### 4 × 100 m Staffel
| Platz | Besetzung      | Land                                                                 | Zeit (s) |
| ----- | -------------- | -------------------------------------------------------------------- | -------- |
| 1     | Deutschland    | Lucas Ansah-Peprah Owen Ansah Niels Torben Giese Marvin Schulte      | 38,73    |
| 2     | Spanien        | Arnau Monne Pol Retamal Jesús Gómez Sergio López                     | 39,07    |
| 3     | Frankreich     | Marvin René Ryan Zézé Méba-Mickaël Zézé Amaury Golitin               | 39,12    |
| 4     | Polen          | Mateusz Siuda Dominik Kopeć Adrian Brzeziński Przemysław Słowikowski | 39,16    |
| 5     | Italien        | Federico Cattaneo Fausto Desalu Davide Manenti Lorenzo Patta         | 39,28    |
| 6     | Großbritannien | Jona Efoloko Ojie Edoburun Sam Gordon Joel Fearon                    | 39,39    |
| 7     | Portugal       | Delvis Santos Diogo Antunes Rafael Jorge Carlos Nascimento           | 39,88    |

Datum: 29. Mai

#### 4 × 400 m Staffel
| Platz | Besetzung      | Land                                                                | Zeit (min) |
| ----- | -------------- | ------------------------------------------------------------------- | ---------- |
| 1     | Italien        | Davide Re Alessandro Sibilio Edoardo Scotti Vladimir Aceti          | 3:02,64    |
| 2     | Spanien        | Samuel García Lucas Búa Manuel Guijarro Bernat Erta                 | 3:03,10    |
| 3     | Polen          | Wiktor Suwara Kajetan Duszyński Patryk Grzegorzewicz Karol Zalewski | 3:03,43    |
| 4     | Frankreich     | Ludvy Vaillant Muhammad Kounta Gilles Biron Thomas Jordier          | 3:03,59    |
| 5     | Deutschland    | Marvin Schlegel Tobias Lange Jean Paul Bredau Manuel Sanders        | 3:03,63    |
| 6     | Portugal       | João Coelho Ericsson Tavares Mauro Pereira Raidel Acea              | 3:09,82    |
| DNF   | Großbritannien | Cameron Chalmers Alex Haydock-Wilson Michael Ohioze Rabah Yousif    |            |

Datum: 30. Mai

#### Hochsprung
| Platz | Athlet            | Land | Höhe (m) |
| ----- | ----------------- | ---- | -------- |
| 1     | Norbert Kobielski | POL  | 2,24     |
| 2     | William Grimsey   | GBR  | 2,24     |
| 3     | Falk Wendrich     | GER  | 2,20     |
| 4     | Sébastien Micheau | FRA  | 2,16     |
| 5     | Victor Korst      | PRT  | 2,10     |
| 5     | Ángel Torrero     | ESP  | 2,10     |
| DNS   | Gianmarco Tamberi | ITA  |          |

Datum: 29. Mai

#### Stabhochsprung
| Platz | Athlet                    | Land | Höhe (m) |
| ----- | ------------------------- | ---- | -------- |
| 1     | Robert Sobera             | POL  | 5,65     |
| 2     | Harry Coppell             | GBR  | 5,55     |
| 3     | Oleg Zernikel             | GER  | 5,55     |
| 4     | Matteo Cristoforo Capello | ITA  | 5,40     |
| 5     | Isidro Leyva              | ESP  | 5,40     |
| 6     | Diogo Ferreira            | PRT  | 5,20     |
| 7     | Valentin Lavillenie       | FRA  | 5,20     |

Datum: 30. Mai

#### Weitsprung
| Platz | Athlet           | Land | Weite (m) |
| ----- | ---------------- | ---- | --------- |
| 1     | Filippo Randazzo | ITA  | 7,88      |
| 2     | Fabian Heinle    | GER  | 7,82      |
| 3     | Augustin Bey     | FRA  | 7,75      |
| 4     | Eusebio Cáceres  | ESP  | 7,75      |
| 5     | Reynold Banigo   | GBR  | 7,56      |
| 6     | Mateusz Różański | POL  | 7,46      |
| 7     | Ivo Tavares      | PRT  | 7,27      |

Datum: 29. Mai

#### Dreisprung
| Platz | Athlet           | Land | Weite (m) |
| ----- | ---------------- | ---- | --------- |
| 1     | Max Heß          | GER  | 17,13     |
| 2     | Pedro Pichardo   | PRT  | 17,01     |
| 3     | Pablo Torrijos   | ESP  | 16,93     |
| 4     | Tobia Bocchi     | ITA  | 16,62     |
| 5     | Melvin Raffin    | FRA  | 16,48     |
| 6     | Nathan Douglas   | GBR  | 15,88     |
| 7     | Adrian Świderski | POL  | 15,54     |

Datum: 30. Mai

#### Kugelstoßen
| Platz | Athlet          | Land | Weite (m) |
| ----- | --------------- | ---- | --------- |
| 1     | Michał Haratyk  | POL  | 21,34     |
| 2     | Leonardo Fabbri | ITA  | 20,77     |
| 3     | Scott Lincoln   | GBR  | 20,00     |
| 4     | Simon Bayer     | GER  | 19,89     |
| 5     | Carlos Tobalina | ESP  | 19,27     |
| 6     | Francisco Belo  | PRT  | 18,88     |
| 7     | Frédéric Dagée  | FRA  | 18,56     |

Datum: 29. Mai

#### Diskuswurf
| Platz | Athlet               | Land | Weite (m) |
| ----- | -------------------- | ---- | --------- |
| 1     | Lawrence Okoye       | GBR  | 64,22     |
| 2     | Robert Urbanek       | POL  | 62,57     |
| 3     | David Wrobel         | GER  | 61,52     |
| 4     | Giovanni Faloci      | ITA  | 59,65     |
| 5     | Lois Maikel Martínez | ESP  | 57,73     |
| 6     | Edujose Sousa Lima   | PRT  | 51,73     |
| NMW   | Lolassonn Djouhan    | FRA  | ogV       |

Datum: 30. Mai

#### Hammerwurf
| Platz | Athlet            | Land | Weite (m) |
| ----- | ----------------- | ---- | --------- |
| 1     | Paweł Fajdek      | POL  | 82,98     |
| 2     | Javier Cienfuegos | ESP  | 77,11     |
| 3     | Quentin Bigot     | FRA  | 76,75     |
| 4     | Chris Bennett     | GBR  | 74,09     |
| 5     | Simone Falloni    | ITA  | 72,25     |
| 6     | Tristan Schwandke | GER  | 72,17     |
| 7     | Rúben Antunes     | PRT  | 68,15     |

Datum: 30. Mai

#### Speerwurf
| Platz | Athlet            | Land | Weite (m) |
| ----- | ----------------- | ---- | --------- |
| 1     | Johannes Vetter   | GER  | 96,29     |
| 2     | Marcin Krukowski  | POL  | 85,12     |
| 3     | Odei Jainaga      | ESP  | 84,80     |
| 4     | Roberto Orlando   | ITA  | 76,51     |
| 5     | Leandro Ramos     | PRT  | 76,18     |
| 6     | Rémi Conroy       | FRA  | 73,29     |
| 7     | Daniel Bainbridge | GBR  | 72,12     |

Datum: 29. Mai

### Frauen

#### 100 m
| Platz | Athletin               | Land | Zeit (s) |
| ----- | ---------------------- | ---- | -------- |
| 1     | Pia Skrzyszowska       | POL  | 11,25    |
| 2     | Lisa Mayer             | GER  | 11,27    |
| 3     | Imani Lansiquot        | GBR  | 11,27    |
| 4     | Orlann Ombissa-Dzangue | FRA  | 11,33    |
| 5     | María Isabel Pérez     | ESP  | 11,36    |
| 6     | Gloria Hooper          | ITA  | 11,44    |
| 7     | Lorène Dorcas Bazolo   | PRT  | 11,45    |

Datum: 29. Mai
Wind: +1,3 m/s

#### 200 m
| Platz | Athletin             | Land | Zeit (s) |
| ----- | -------------------- | ---- | -------- |
| 1     | Beth Dobbin          | GBR  | 22,78    |
| 2     | Dalia Kaddari        | ITA  | 22,89    |
| 3     | Rebekka Haase        | GER  | 23,00    |
| 4     | Marlena Gola         | POL  | 23,33    |
| 5     | Wided Atatou         | FRA  | 23,37    |
| 6     | Lorène Dorcas Bazolo | PRT  | 23,45    |
| 7     | Paula Sevilla        | ESP  | 24,03    |

Datum: 30. Mai
Wind: +0,6 m/s

#### 400 m
| Platz | Athletin          | Land | Zeit (s) |
| ----- | ----------------- | ---- | -------- |
| 1     | Natalia Kaczmarek | POL  | 51,36    |
| 2     | Aauri Bokesa      | ESP  | 52,22    |
| 3     | Corinna Schwab    | GER  | 52,72    |
| 4     | Cátia Azevedo     | PRT  | 52,99    |
| 5     | Yasmin Liverpool  | GBR  | 53,02    |
| 6     | Alice Mangione    | ITA  | 53,08    |
| 7     | Floria Gueï       | FRA  | 53,17    |

Datum: 29. Mai

#### 800 m
| Platz | Athletin          | Land | Zeit (min) |
| ----- | ----------------- | ---- | ---------- |
| 1     | Ellie Baker       | GBR  | 2:00,95    |
| 2     | Elena Bellò       | ITA  | 2:02,06    |
| 3     | Angelika Sarna    | POL  | 2:02,54    |
| 4     | Léna Kandissounon | FRA  | 2:02,75    |
| 5     | Esther Guerrero   | ESP  | 2:03,14    |
| 6     | Salomé Afonso     | PRT  | 2:04,04    |
| DSQ   | Christina Hering  | GER  |            |

Datum: 29. Mai

#### 1500 m
| Platz | Athletin              | Land | Zeit (min) |
| ----- | --------------------- | ---- | ---------- |
| 1     | Gaia Sabbatini        | ITA  | 4:14,87    |
| 2     | Salomé Afonso         | PRT  | 4:15,08    |
| 3     | Marta Pérez           | ESP  | 4:15,24    |
| 4     | Erin Wallace          | GBR  | 4:15,65    |
| 5     | Bérénice Cleyet-Merle | FRA  | 4:15,96    |
| 6     | Renata Pliś           | POL  | 4:19,10    |
| 7     | Majtie Kolberg        | GER  | 4:24,76    |

Datum: 30. Mai

#### 3000 m
| Platz | Athletin            | Land | Zeit (min) |
| ----- | ------------------- | ---- | ---------- |
| 1     | Revée Walcott-Nolan | GBR  | 9:13,36    |
| 2     | Lucía Rodríguez     | ESP  | 9:14,45    |
| 3     | Vera Coutellier     | GER  | 9:15,27    |
| 4     | Renata Pliś         | POL  | 9:16,10    |
| 5     | Micol Majori        | ITA  | 9:17,53    |
| 6     | Manon Trapp         | FRA  | 9:22,85    |
| 7     | Lia Lemos           | PRT  | 9:33,31    |

Datum: 29. Mai

#### 5000 m
| Platz | Athletin          | Land | Zeit (min) |
| ----- | ----------------- | ---- | ---------- |
| 1     | Nadia Battocletti | ITA  | 15:46,95   |
| 2     | Blanca Fernández  | ESP  | 15:51,44   |
| 3     | Denise Krebs      | GER  | 15:53,09   |
| 4     | Aude Korotchansky | FRA  | 15:56,55   |
| 5     | Beth Kidger       | GBR  | 15:59,93   |
| 6     | Susana Francisco  | PRT  | 16:27,66   |
| 7     | Sylwia Indeka     | POL  | 16:58,07   |

Datum: 30. Mai

#### 100 m Hürden
| Platz | Athletin          | Land | Zeit (s) |
| ----- | ----------------- | ---- | -------- |
| 1     | Pia Skrzyszowska  | POL  | 12,99    |
| 2     | Luminosa Bogliolo | ITA  | 13,05    |
| 3     | Teresa Errandonea | ESP  | 13,24    |
| 4     | Anne Weigold      | GER  | 13,32    |
| 5     | Laëticia Bapté    | FRA  | 13,39    |
| 6     | Alicia Barrett    | GBR  | 13,42    |
| 7     | Olímpia Barbosa   | PRT  | 13,75    |

Datum: 30. Mai
Wind: −0,1 m/s

#### 400 m Hürden
| Platz | Athletin          | Land | Zeit (s) |
| ----- | ----------------- | ---- | -------- |
| 1     | Lina Nielsen      | GBR  | 55,59    |
| 2     | Carolina Krafzik  | GER  | 55,71    |
| 3     | Linda Olivieri    | ITA  | 56,17    |
| 4     | Sara Gallego      | ESP  | 56,83    |
| 5     | Joanna Linkiewicz | POL  | 57,54    |
| 6     | Vera Barbosa      | PRT  | 57,78    |
| 7     | Aurélie Chaboudez | FRA  | 58,18    |

Datum: 29. Mai

#### 3000 m Hindernis
| Platz | Athlet                  | Land | Zeit (min) |
| ----- | ----------------------- | ---- | ---------- |
| 1     | Alicja Konieczek        | POL  | 09:35,63   |
| 2     | Elena Burkard           | GER  | 09:36,04   |
| 3     | Irene Sánchez-Escribano | ESP  | 09:41,44   |
| 4     | Martina Merlo           | ITA  | 09:43,42   |
| 5     | Claire Palou            | FRA  | 09:55,40   |
| 6     | Joana Soares            | PRT  | 09:58,63   |
| 7     | Maisie Grice            | GBR  | 10:18,49   |

Datum: 29. Mai

#### 4 × 100 m Staffel
| Platz | Besetzung      | Land                                                                      | Zeit (s) |
| ----- | -------------- | ------------------------------------------------------------------------- | -------- |
| 1     | Großbritannien | Beth Dobbin Imani Lansiquot Bianca Williams Desirèe Henry                 | 43,36    |
| 2     | Polen          | Marika Popowicz-Drapała Klaudia Adamek Katarzyna Sokólska Marlena Gola    | 43,83    |
| 3     | Frankreich     | Wided Atatou Orlann Ombissa-Dzangue Maroussia Paré Eva Berger             | 43,91    |
| 4     | Portugal       | Patrícia Rodrigues Rosalina Santos Catarina Lourenço Lorène Dorcas Bazolo | 44,92    |
| 5     | Italien        | Irene Siragusa Gloria Hooper Anna Bongiorni Vittoria Fontana              | 46,51    |
| DNF   | Deutschland    | Jennifer Montag Lisa Mayer Rebekka Haase Lisa Nippgen                     |          |
| DSQ   | Spanien        | Carmen Marco Jaël Bestué Paula Sevilla Aitana Rodrigo                     |          |

Datum: 29. Mai

#### 4 × 400 m Staffel
| Platz | Besetzung      | Land                                                                                 | Zeit (min) |
| ----- | -------------- | ------------------------------------------------------------------------------------ | ---------- |
| 1     | Polen          | Małgorzata Hołub-Kowalik Kornelia Lesiewicz Justyna Święty-Ersetic Natalia Kaczmarek | 3:26,37    |
| 2     | Großbritannien | Ama Pipi Hannah Williams Yasmin Liverpool Lina Nielsen                               | 3:27,16    |
| 3     | Italien        | Alice Mangione Eleonora Marchiando Petra Nardelli Raphaela Lukudo                    | 3:29,05    |
| 4     | Deutschland    | Laura Müller Corinna Schwab Nadine Gonska Ruth Sophia Spelmeyer                      | 3:29,55    |
| 5     | Spanien        | Andrea Jiménez Laura Bueno Bárbara Camblor Aauri Bokesa                              | 3:31,54    |
| 6     | Portugal       | Rivinilda Correia Mentai Juliana Guerreiro Cátia Azevedo Dorothé Évora               | 3:35,37    |
| DSQ   | Frankreich     | Sokhna Lacoste Amandine Brossier Shana Grebo Floria Gueï                             |            |

Datum: 30. Mai

#### Hochsprung
| Platz | Athletin        | Land | Höhe (m) |
| ----- | --------------- | ---- | -------- |
| 1     | Kamila Lićwinko | POL  | 1,94     |
| 2     | Alessia Trost   | ITA  | 1,91     |
| 3     | Emily Borthwick | GBR  | 1,88     |
| 4     | Imke Onnen      | GER  | 1,88     |
| 5     | Solène Gicquel  | FRA  | 1,85     |
| 6     | Claudia Conte   | ESP  | 1,85     |
| 7     | Anabela Neto    | PRT  | 1,81     |

Datum: 30. Mai

#### Stabhochsprung
| Platz | Athletin            | Land | Höhe (m) |
| ----- | ------------------- | ---- | -------- |
| 1     | Roberta Bruni       | ITA  | 4,45     |
| 2     | Malen Ruiz de Azúa  | ESP  | 4,35     |
| 3     | Molly Caudery       | GBR  | 4,35     |
| 4     | Margot Chevrier     | FRA  | 4,25     |
| 5     | Marta Onofre        | PRT  | 3,90     |
| 6     | Victoria Kalitta    | POL  | 3,90     |
| 6     | Stefanie Berndorfer | GER  | 3,90     |

Datum: 29. Mai

#### Weitsprung
| Platz | Athletin            | Land | Weite (m) |
| ----- | ------------------- | ---- | --------- |
| 1     | Maryse Luzolo       | GER  | 6,61      |
| 2     | Magdalena Żebrowska | GER  | 6,55      |
| 3     | María Vicente       | ESP  | 6,42      |
| 4     | Laura Strati        | ITA  | 6,38      |
| 5     | Evelise Veiga       | PRT  | 6,17      |
| 6     | Lucy Hadaway        | GBR  | 6,16      |
| DNS   | Hilary Kpatcha      | FRA  |           |

Datum: 30. Mai

#### Dreisprung
| Platz | Athletin             | Land | Weite (m) |
| ----- | -------------------- | ---- | --------- |
| 1     | Rouguy Diallo        | FRA  | 14,12     |
| 2     | Naomi Ogbeta         | GBR  | 14,01     |
| 3     | Adrianna Szóstak     | POL  | 13,96     |
| 4     | Neele Eckhardt-Noack | GER  | 13,95     |
| 5     | Ana Peleteiro        | ESP  | 13,91     |
| 6     | Patrícia Mamona      | PRT  | 13,89     |
| 7     | Dariya Derkach       | ITA  | 13,88     |

Datum: 29. Mai

#### Kugelstoßen
| Platz | Athletin             | Land | Weite (m) |
| ----- | -------------------- | ---- | --------- |
| 1     | Sara Gambetta        | GER  | 18,75     |
| 2     | Auriol Dongmo        | PRT  | 18,74     |
| 3     | Klaudia Kardasz      | POL  | 18,17     |
| 4     | Sophie McKinna       | GBR  | 17,87     |
| 5     | María Belén Toimil   | ESP  | 17,07     |
| 6     | Chiara Rosa          | ITA  | 16,36     |
| 7     | Amanda Ngandu-Ntumba | FRA  | 16,19     |

Datum: 30. Mai

#### Diskuswurf
| Platz | Athletin             | Land | Weite (m) |
| ----- | -------------------- | ---- | --------- |
| 1     | Liliana Cá           | PRT  | 61,36     |
| 2     | Marike Steinacker    | GER  | 59,29     |
| 3     | Kirsty Law           | GBR  | 58,13     |
| 4     | Daria Zabawska       | POL  | 56,86     |
| 5     | Amanda Ngandu-Ntumba | FRA  | 55,79     |
| 6     | Stefania Strumillo   | ITA  | 55,67     |
| 7     | Paula Ferrándiz      | ESP  | 51,57     |

Datum: 29. Mai

#### Hammerwurf
| Platz | Athletin            | Land | Weite (m) |
| ----- | ------------------- | ---- | --------- |
| 1     | Alexandra Tavernier | FRA  | 75,06     |
| 2     | Malwina Kopron      | POL  | 73,18     |
| 3     | Sara Fantini        | ITA  | 70,31     |
| 4     | Laura Redondo       | ESP  | 69,53     |
| 5     | Samantha Borutta    | GER  | 69,35     |
| 6     | Jessica Mayho       | GBR  | 63,91     |
| 7     | Vânia Silva         | PRT  | 59,58     |

Datum: 29. Mai

#### Speerwurf
| Platz | Athletin         | Land | Weite (m) |
| ----- | ---------------- | ---- | --------- |
| 1     | Christin Hussong | GER  | 69,19     |
| 2     | Jöna Aigouy      | FRA  | 56,59     |
| 3     | Freya Jones      | GBR  | 54,68     |
| 4     | Klaudia Regin    | POL  | 54,66     |
| 5     | Zahra Bani       | ITA  | 54,27     |
| 6     | Arantza Moreno   | ESP  | 53,40     |
| 7     | Claudia Ferreira | PRT  | 52,68     |

Datum: 30. Mai

## Videolinks
- Superleague
  - Silesia 2021 - Best bits from Team Championships!, youtube.com, abgerufen am 30. April 2024
  - Poland VICTORIOUS at European Team Championships | Silesia 2021, youtube.com, abgerufen am 30. April 2024
  - HIGHLIGHTS: GBR & NI lead after day 1 in Silesia | Team Championships, youtube.com, abgerufen am 30. April 2024
  - Desalu BLASTS to 200m title at European Athletics Team Championships 9, youtube.com, abgerufen am 30. April 2024
  - 800m Replays - Team Championships Silesia 2021, youtube.com, abgerufen am 30. April 2024
  - Men's 5000m - European Athletics Team Championships Silesia 2021, youtube.com, abgerufen am 30. April 2024
  - Men’s and Women’s 4x100m Relays Replay - Team Championships Silesia 2021, youtube.com, abgerufen am 30. April 2024
  - Men’s 4x400m Relay Final Replay - Team Championships Silesia 2021, youtube.com, abgerufen am 30. April 2024
  - Men’s Hammer Replay - European Athletics Team Championships Silesia 2021, youtube.com, abgerufen am 30. April 2024
  - Men's Javelin Final - Team Championships Silesia 2021, youtube.com, abgerufen am 30. April 2024
  - Pia Skrzyszowska wins 100m and 100m hurdles double | Team Championships 2021, youtube.com, abgerufen am 30. April 2024
  - Women’s 400m Final - Team Championships Silesia 2021, youtube.com, abgerufen am 30. April 2024
  - 800m Replays - Team Championships Silesia 2021, youtube.com, abgerufen am 30. April 2024
  - Poland’s 4x400m Masterclass | Team Championships 2021, youtube.com, abgerufen am 30. April 2024
  - Women’s High Jump Replay - Team Championships Silesia 2021, youtube.com, abgerufen am 30. April 2024
  - Women's Hammer: European Athletics Team Championships Silesia 2021, youtube.com, abgerufen am 30. April 2024
  - Women’s Javelin Replay - Team Championships Silesia 2021, youtube.com, abgerufen am 30. April 2024
- Liga 1
  - Women's 100m hurdles - European Athletics Team Championships First League, youtube.com, abgerufen am 30. April 2024
- Liga 2
  - European Athletics Team Championships Second League - Day 1, youtube.com, abgerufen am 30. April 2024
  - European Athletics Team Championships Second League - Day 2, youtube.com, abgerufen am 30. April 2024
- Liga 3
  - W 200m Final B • 2021 European Team Championships 3rd League, youtube.com, abgerufen am 30. April 2024
  - Long Jump • 2021 European Team Championships 3rd League, youtube.com, abgerufen am 30. April 2024